# ANZAC Bridge
ANZAC Bridge – most wantowy w Sydney, w Australii poprzednio znany jako Glebe Island Bridge. Łączy brzegi Johnstons Bay pomiędzy Pyrmont i Rozelle, w pobliżu Central Business District. Most jest częścią drogi Western Distributor prowadzącej z Sydney CBD i Cross City Tunnel na przedmieścia Inner West i do Północnego Sydney.
ANZAC Bridge jest najdłuższym mostem wantowym w Australii i jednym z najdłuższych na świecie. Most ma szerokość 32,2 m, a jego główne przęsło ma długość 345 metrów. Żelbetowe pylony mają 120 m wysokości.
Most został otwarty w 1995 i jego całkowita długość wynosi 805 m.